# Songbook (musical)
Songbook, noto anche come The Moony Shapiro Songbook, è un musical con colonna sonora di Monty Norman, libretto di Julian More e dello stesso Norman. Il musical ha debuttato al Gielgud Theatre di Londra il 25 luglio 1979 ed è rimasto in scena per 208 repliche, vincendo il Laurence Olivier Award al miglior nuovo musical. Il musical ha debuttato a Broadway nel 1981, ma si è rivelato un fiasco e ha chiuso dopo solo una recita. Facevano parte del cast originale Judy Kaye, Jeff Goldblum e Gary Beach. Nonostante il grande insuccesso, il musical ha ricevuto una candidatura al Tony Award al miglior libretto di un musical.